# Hindi Zahra
Pour les articles homonymes, voir Hindi (homonymie) et Zahra.
Hindi Zahra, de son vrai nom Zahra Hindi (en chleuh: ⵀⵉⵏⴷⵉ ⵣⴰⵀⵔⴰ, en arabe: هِندي زَهرَة), née le 20 juin 1979 à Khouribga au Maroc, est une chanteuse, artiste-peintre, autrice, actrice et compositrice franco-marocaine. Elle vit en France depuis 1993. 
Elle chante en anglais, en arabe, en chleuh, et en français.  

## Biographie
Issue d’une famille d’artistes berbères chleuhs de Souss (dont le groupe Oudaden), ce sont sa mère et ses oncles qui l'initient à la musique traditionnelle gnaouie, au reggae et au folk de Bob Dylan. Elle apprend avec eux les mélodies du répertoire égyptien et les rythmes et compas ancestraux.
En 2010, elle sort son premier album, Handmade, pour lequel elle reçoit le 12 novembre 2010 le prix Constantin.
Le 9 février 2011, elle remporte  la Victoire de la musique dans la catégorie « album de musique du monde » pour Handmade.
Elle apparaît en duo avec Blundetto sur le morceau Voices.
Elle apparaît en 2020 sur la chanson Oracle de l'album No beginning no end 2 de José James

### Albums

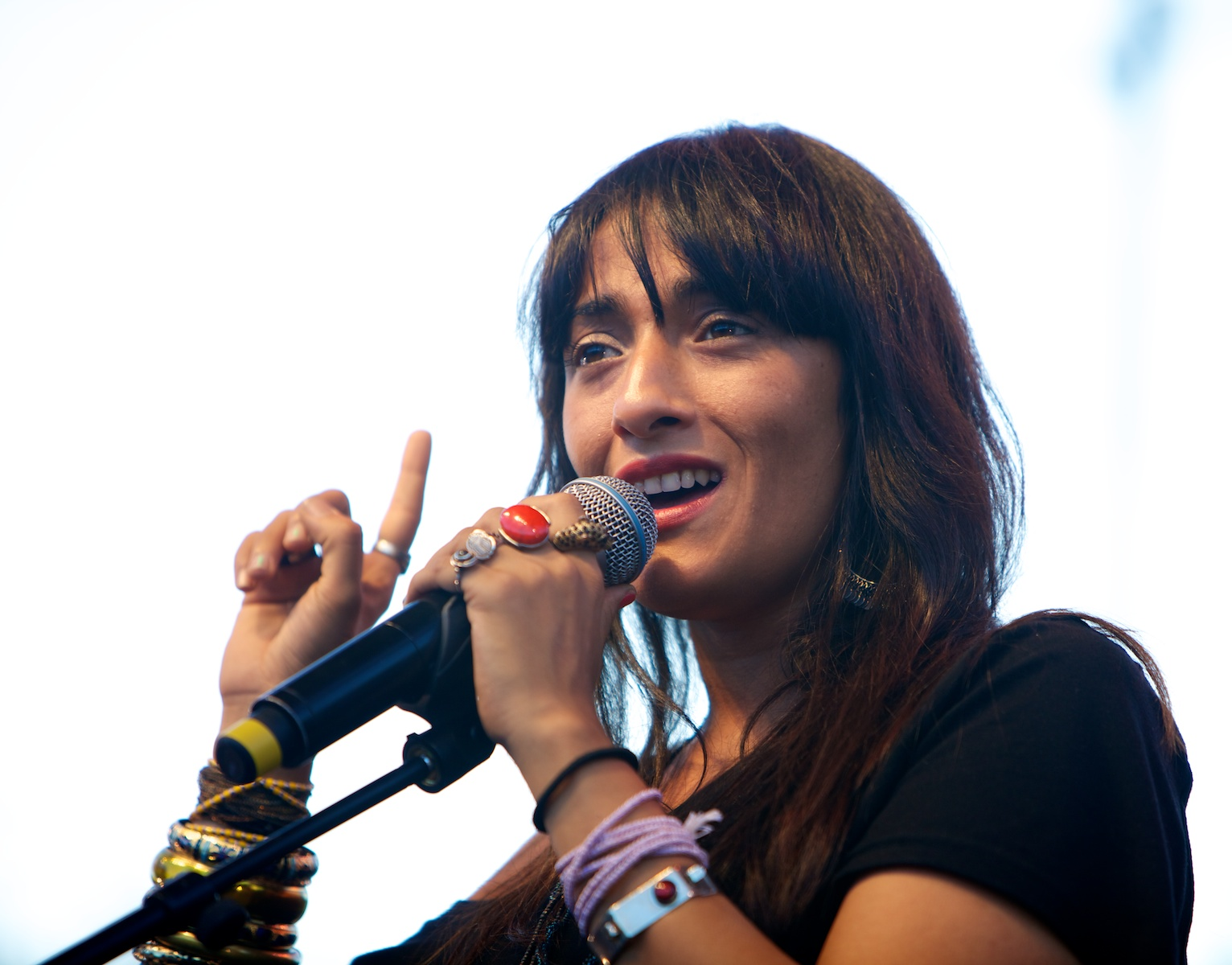
Hindi Zahra en concert en 2010.

## Discographie

### Singles
1. Beautiful Tango (2009)
2. Stand Up (2010)
3. At The Same Time (2010)
4. Imik Si Mik (2010)
5. Fascination (2011)
6. Any Story (2015)

## Filmographie
- 2014 : La Nuit entr'ouverte de Tala Hadid : Milouda
- 2014 : The Cut de Fatih Akin : Rakel

## Distinctions
- Prix Constantin 2010 pour Handmade.
- Victoires de la musique 2011 : meilleur album de musique du monde pour Handmade.
- Prix Talents W9 2016 : finaliste.
- Victoires de la musique 2016 : meilleur album de musique du monde pour Homeland.

## Décorations
- Le 22 août 2016, elle est décorée chevalière du Ouissam Al Moukafâa Al Wataniya — ordre du Mérite national[6] — par le roi Mohammed VI.